# Дхамойрхат (подокруг)
Дхамойрхат (бенг. ধামইরহাট, англ. Dhamoirhat) — подокруг на северо-западе Бангладеш. Входит в состав округа Наогаон. Образован в 1922 году. Административный центр — город Дхамойрхат. Площадь подокруга — 300,80 км². По данным переписи 1991 года численность населения подокруга составляла 151 875 человек. Плотность населения равнялась 505 чел. на 1 км². Уровень грамотности населения составлял 28,4 %. Религиозный состав: мусульмане — 89,81 %, индуисты — 6,92 %, христиане — 1,71 %, прочие — 1,56 %.